# Richard Saccone
Richard Saccone est un homme politique américain né le 14 février 1958 dans le comté d'Allegheny, en Pennsylvanie. Républicain, il est membre de la Chambre des représentants de Pennsylvanie de 2011 à 2019. Il a participé à l'assaut du Capitole des États-Unis par des partisans de Donald Trump le 6 janvier 2021.